# Réseaux spontanés
Pour les articles homonymes, voir Spontané.
Le réseau spontané (en anglais spontaneous networks) est un type de réseau qui crée de lui-même des services (sens de la « génération spontanée » depuis le néant). L'exemple le plus répandu est la création d’une communauté, puis la gestion automatique de l'autonomie de cette communauté.